# Michael Lembeck
Michael Lembeck (Brooklyn, 25 de junho de 1948) é um ator, diretor de televisão e de cinema americano.

## Diretor
- Sharpay's Fabulous Adventures 2010 Filme Disney Channel
- O Fada do Dente (2010) (Longa-metragem)
- Meu Papai é Noel 3 (2006) (Longa-metragem)
- Connie e Carla - As Rainhas da Noite (2004) (Longa-metragem)
- Meu Papai é Noel 2 (2002) (Longa-metragem)

## Ator
- De Médico e Louco Todo Mundo Tem um Pouco (1989) (Longa-metragem), Ed
- Os Smurfs (1981)
- Um Casamento de Alto Risco (1979) (Longa-metragem)

## Televisão Diretor
- Jesse (1998) (Série de TV)
- Veronica's Closet (1997) (Série de TV)
- Everybody Loves Raymond (1996) (Série de TV)
- NewsRadio (1995) (Minissérie)*Ellen (1994) (Série de TV)
- Friends (1994) (Série de TV)

## Ator/Atriz
- Lady Scarface - Marcada Pela Máfia (1988) (Feito para TV)